# Aulonia kratochvili
Aulonia kratochvili là một loài nhện trong họ Lycosidae.
Loài này thuộc chi Aulonia. Aulonia kratochvili được Peter Mikhailovitch Dunin, Jan Buchar & Absolon miêu tả năm 1986.